# Erdei madársóska
Az erdei madársóska (Oxalis acetosella) a madársóska-virágúak (Oxalidales) rendjében a névadó  madársóska (Oxalis) nemzetség egyik, a Kárpát-medencében is elterjedt faja. Magyarul (és franciául) népiesen allelujafűnek is hívják. További népi nevei: apró fecskehere, háromlevelűfű, heresóska, kakukk kenyere, kakukklóhere, lóheresóska, madársásdi, nyúlkenyér, nyúlsóska, sósdi.
Írország emblémája, a Szentháromság jelképe.

## Származása, elterjedése
Az erdei madársóska Eurázsia egész északi részén elterjedt. Magyarországon ez az egyetlen őshonos madársóskaféle, de gyakori faj az erdőkben.

## Megjelenése, felépítése
Szár föld alatti, kúszó; a föld fölé emelkedő levélzet 8–15 cm magas. Csak tőlevelei vannak, ezek három, szív alakú, széles, ékvállú levélkéből összetettek. Fehér, illetve halvány rózsaszínű, pirosan erezett virágai magánosan nőnek a tőálló kocsányon, a porzók tövükön gyűrűszerűen összenőttek. Termése tok.

## Életmódja, élőhelye
Mészkerülő; tipikusan az erdei fenyvesek és lucfenyvesek, a gyertyán- és bükkelegyes erdők aljnövényzetében nő. Szőnyegszerűen terül el, akár 1800 méter magasságban is megél.
A levelek „alvó állásban” a levélszárnyakhoz hasonlóan összecsukódnak. A közvetlen fény is hasonló, „nappali alvást” eredményez, ugyanis kifejezett árnyéknövény, ami teljes asszimilációs teljesítményét a napvilág egytizedénél éri el.
Április–októberben (főként májusban) virágzik. Nyáron másodszor is virágzik, több szirom nélküli virágot hoz létre, melyből ovális, ötszögletű termés fejlődik. Toktermése kirepíti a magokat, amikor felhasad.

## Felhasználása
Leveleinek oxálsavtartalma miatt régebben cserzőanyagnak használták, valamint tintát is készítettek belőle.

## Gyógyhatásai
Levelei sok C-vitamint tartalmaznak, frissítő, vízhajtó hatásúak, csökkentik a gyomorégést. Oxálsav és kálium-oxalát tartalma miatt fogyasztása nem ajánlott vesekőre hajlamos és reumás betegeknek.